# Cymbidium bicolor
Cymbidium bicolor Lindl. 1833, es una especie de orquídea epífita o litófita. Es originario del sudeste de Asia tropical.

## Descripción
Es una especie de orquídea de un gran tamaño, que prefiere clima cálido, es epífita con pseudobulbo elipsoide, comprimido lateralmente con hojas liguladas, espesas, coriáceas, el ápice bilobulado de manera desigual . Florece en una inflorescencia basal de 72 cm de largo, en forma de racimo que puede ser arqueado o colgante, con hasta 26 fragantes flores de 4,5 cm de longitud que tienen vainas  basales. A esta especie le gusta, incluso el año en que las condiciones son húmedas, temperaturas cálidas y regulares aportes de fertilizantes. La floración se produce en la primavera y el verano.

## Distribución y hábitat
Se distribuye por Vietnam, Malasia, Borneo, Célebes, Java, Sumatra y las Filipinas en la maleza de los bosques semi-caducos de hoja ancha y perenne  y bosques caducos secos de las tierras bajas como sabanas y en los bosques de montaña en alturas de 800 a 1100 m s. n. m.

## Subspecies
- Cymbidium bicolor subsp. bicolor (sur India, Sri Lanka) Pseudobulbo epifita
- Cymbidium bicolor subsp. obtusum (Himalaya a sur China y Indo-China). Pseudobulbo epifita
- Cymbidium bicolor subsp. pubescens (oeste y centro Malasia)

## Taxonomía
Cymbidium bicolor fue descrita por John Lindley  y publicado en The Genera and Species of Orchidaceous Plants 164. 1833.
Etimología
Cymbidium: nombre genérico que deriva de la palabra griega kumbos, que significa "agujero, cavidad".  Este se refiere a la forma de la base del labio. Según otros estudiosos derivaría del griego Kimbe = "barco" por la forma de barco que asume el labelo.
bicolor: epíteto latino que significa "con dos colores".
Sinonimia
- Cymbidium aloifolium Sensu Bl. 1825;
- Cymbidium aloifolium var pubescens Lindl. Ridl. 1911;
- Cymbidium bicolor subsp. obtusum Du Puy & P.J.Cribb 1988;
- Cymbidium bicolor subsp. pubescens (Lindl.) Du Puy & P.J.Cribb 1988;
- Cymbidium celibicum Schlechter [Schtr.]] 1925;
- Cymbidium flaccidum Schltr. 1913;
- Cymbidium pubescens Lindl. 1840;
- Cymbidium pubescens var celibicum Schlechter 1911[1]

## Nombre común
- Castellano: Cymbidium de dos colores